# Mala Moštanica

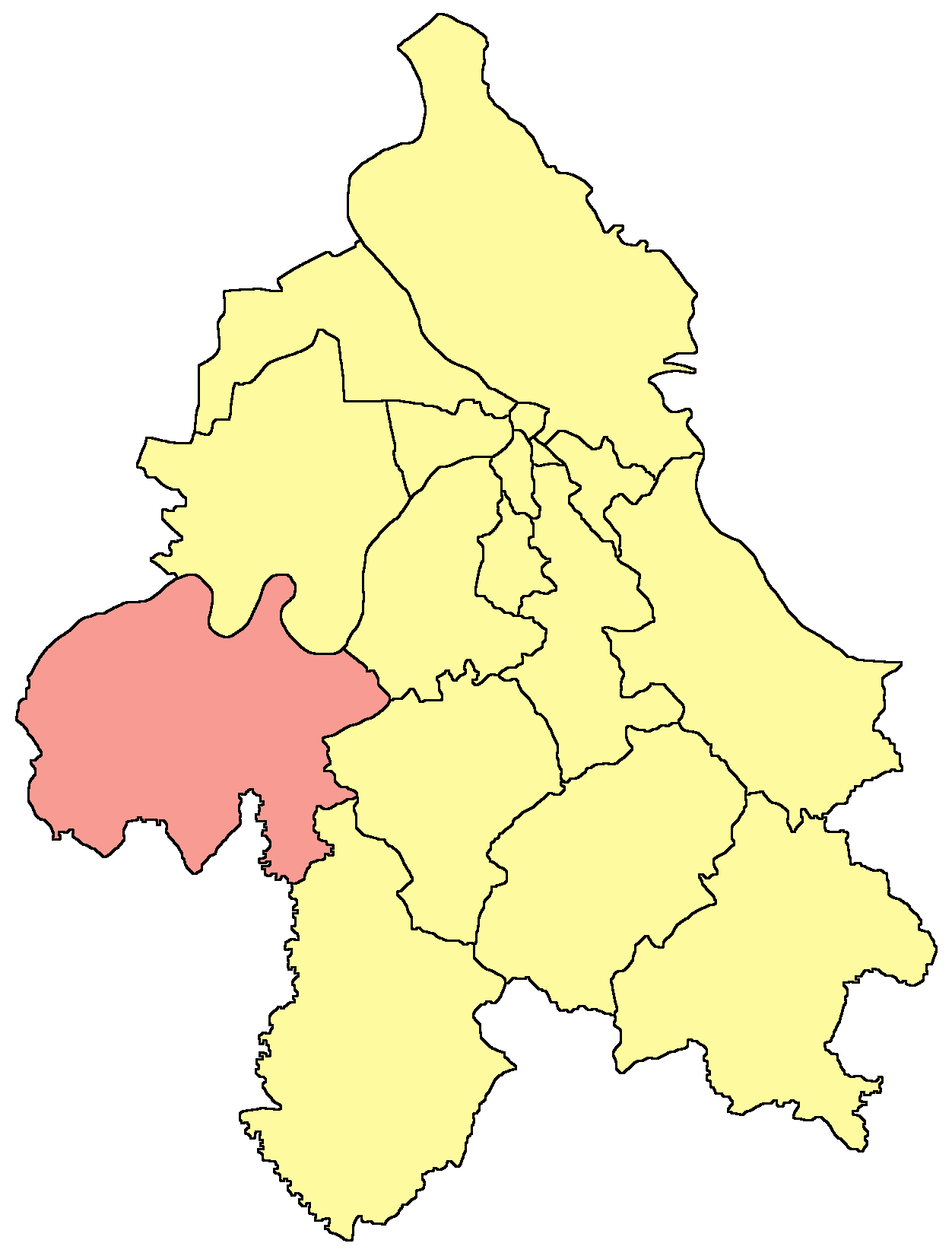
Localisation de la municipalité d'Obrenovac dans la Ville de Belgrade

Mala Moštanica, en serbe cyrillique Мала Моштаница, est une localité de Serbie située dans la municipalité d’Obrenovac et sur le territoire de la Ville de Belgrade. Au recensement de 2011, elle comptait 1 743 habitants.
Mala Moštanica est officiellement classée parmi les villages de Serbie.

## Démographie

### Évolution historique de la population
| 1948  | 1953  | 1961  | 1971 | 1981  | 1991  | 2002  | 2011  |
| ----- | ----- | ----- | ---- | ----- | ----- | ----- | ----- |
| 1 085 | 1 117 | 1 139 | 999  | 1 125 | 1 265 | 1 665 | 1 743 |

|  |